# Taille (anatomie)

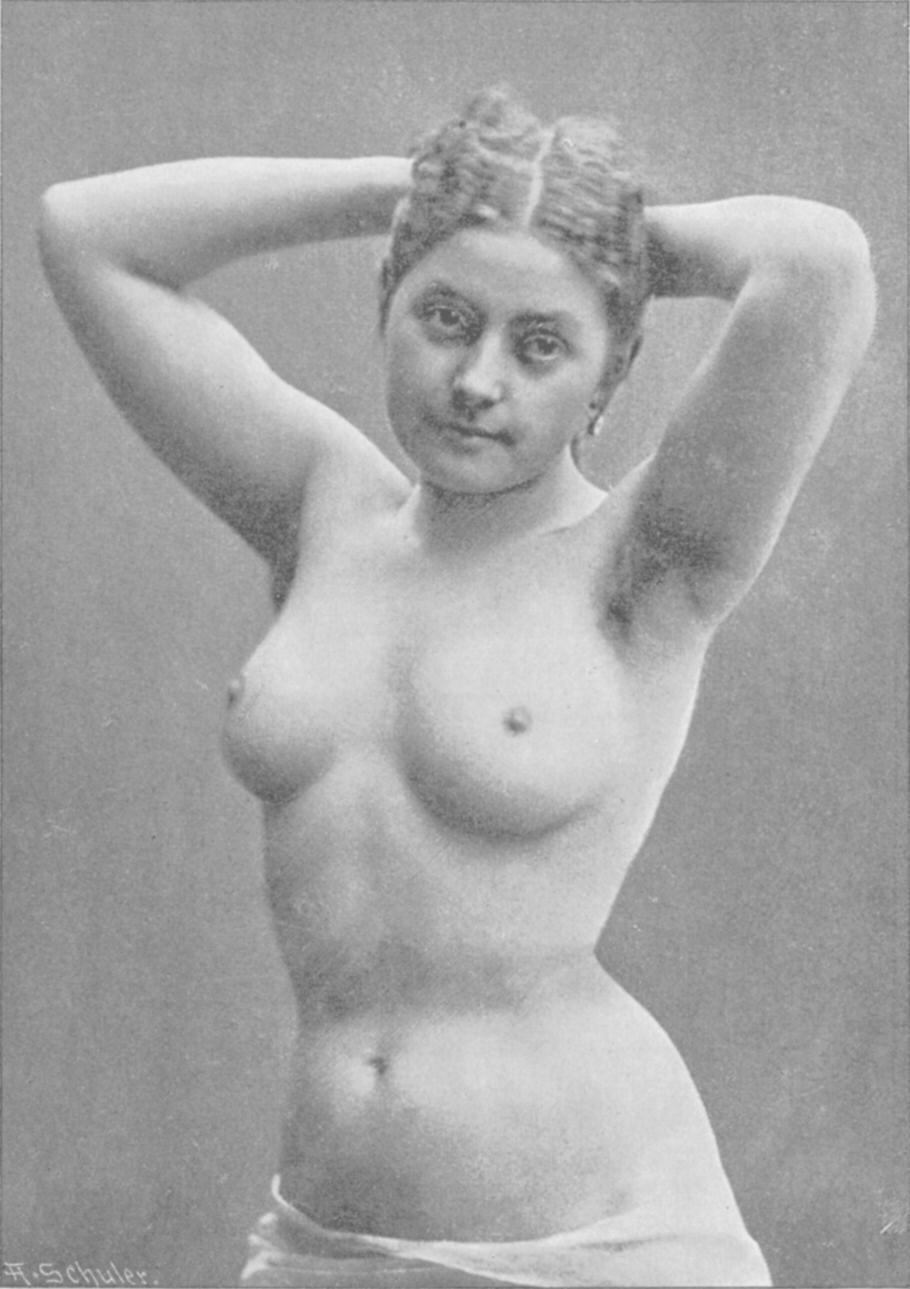
Vlak boven de navel is de schaduwlijn van een zogenaamde wespentaille goed te zien.

De taille is het deel van de buik tussen de ribbenkast en de heupen. Bij de meeste mensen is de taille het smalste deel van de romp. De taillelijn is een horizontale lijn waar de taille het smalste is. Het wordt vaak gezegd dat mensen aan dieet hun taillelijn willen 'verbeteren'. Vrouwen hebben meestal een smallere taille dan mannen.

## Mode
De taillelijn van kleding komt over het algemeen overeen met de menselijke taille, maar kan zowel hoger (tot net onder de boezem) of lager liggen (rond de heupen).

## De omtrek van de taille
De omtrek van de taille kan de ernst van abdominale obesitas bepalen. Overtollig buikvet is een risicofactor voor het ontwikkelen van hart- en vaatziekten en andere obesitas gerelateerde ziekten. Het National Heart Lung and Blood Institute (NHLBI) classificeert het risico van aan obesitas gerelateerde ziekten hoog als een man een buikomtrek heeft groter dan 102 cm, en een vrouw een buikomtrek groter dan 88 cm.